# Cyphia belfastica
Cyphia belfastica är en klockväxtart som beskrevs av Franz Elfried Wimmer. Cyphia belfastica ingår i släktet Cyphia, och familjen klockväxter. Inga underarter finns listade i Catalogue of Life.